# James Salter (Schwimmer)
James „Jamie“ Matthew Salter (* 18. März 1976 in Bromsgrove, England) ist ein ehemaliger britischer Schwimmer. Er war bei Weltmeisterschaften einmal Dritter auf der 50-Meter-Bahn und erschwamm je eine Silber- und Bronzemedaille auf der 25-Meter-Bahn. Bei Europameisterschaften erhielt er eine Gold- und eine Silbermedaille auf der Langbahn und eine Bronzemedaille auf der Kurzbahn. Hinzu kommen eine Silbermedaille und zwei Bronzemedaillen bei Commonwealth Games.

## Sportliche Karriere
Der 1,82 Meter große Salter gewann bei den Commonwealth Games 1994 im kanadischen Victoria eine Bronzemedaille mit der englischen 4-mal-200-Meter-Freistilstaffel. 1996 bei den olympischen Schwimmwettbewerben in Atlanta erreichte die britische 4-mal-200-Meter-Freistilstaffel mit Paul Palmer, Andrew Clayton, Mark Stevens und James Salter das Finale und schlug als Fünfte an. Im April 1997 fanden die Kurzbahnweltmeisterschaften in Göteborg statt. In der 4-mal-200-Meter-Freistilstaffel siegten die Australier vor den Schweden, die britische Staffel mit Palmer, Clayton, Stevens und Salter gewann die Bronzemedaille vor dem deutschen Quartett. Im August bei den Europameisterschaften in Sevilla belegte Salter über 200 Meter Freistil den vierten Platz, wobei er nur eine Hundertstelsekunde hinter dem drittplatzierten Ungarn Béla Szabados anschlug. Eine Goldmedaille gewann Salter in der 4-mal-200-Meter-Freistilstaffel. Palmer, Clayton, Gavin Meadows und Salter schlugen 0,28 Sekunden vor den Niederländern an. Die britische 4-mal-100-Meter-Freistilstaffel mit Nick Shackell, James Salter, Gavin Meadows und Mark Foster erreichte den vierten Platz mit 0,33 Sekunden Rückstand auf die Bronzemedaille. Anfang 1998 bei den Weltmeisterschaften in Perth belegte Salter über 200 Meter Freistil den vierten Platz im B-Finale und wurde damit insgesamt Zwölfter. Die britische 4-mal-200-Meter-Freistilstaffel mit Paul Palmer, Gavin Meadows, Andrew Clayton und James Salter erschwamm die Bronzemedaille hinter den Australiern und den Niederländern. In der 4-mal-100-Meter-Freistilstaffel erreichten Shackell, Salter, Michael Fibbens und Meadows den siebten Platz. Bei den Commonwealth Games 1998 in Kuala Lumpur wurde Salter Achter über 400 Meter Freistil und gewann die Silbermedaille mit der englischen 4-mal-200-Meter-Freistilstaffel.
Ende Juli 1999 bei den Europameisterschaften in Istanbul gewann die deutsche Mannschaft das Rennen in der 4-mal-200-Meter-Freistilstaffel mit 0,28 Sekunden Vorsprung auf das britische Team mit Paul Palmer, Gavin Meadows, James Salter und Edward Sinclair. Bei den Kurzbahneuropameisterschaften 1999 in Lissabon wurde Salter über 400 Meter Freistil Dritter hinter dem Italiener Massimiliano Rosolino und dem Deutschen Jörg Hoffmann. Im März 2000 wurden die Kurzbahnweltmeisterschaften in Athen ausgetragen. Salter wurde über 200 Meter Freistil Fünfter und über 400 Meter Freistil Vierter. Das Quartett aus den Vereinigten Staaten gewann die 4-mal-200-Meter-Freistilstaffel. Edward Sinclair, Marc Spackman, Paul Palmer und James Salter erhielten die Silbermedaille vor den Russen. Bei den Olympischen Spielen in Sydney, die im September 2000 ausgerichtet wurden, wurde Salter zunächst 13. der Vorläufe über 400 Meter Freistil und schied damit aus. Am Tag danach fanden die Vorläufe und die Halbfinalläufe über 200 Meter Freistil statt und Salter konnte sich für den Endlauf qualifizieren. Im Finale siegte der Niederländer Pieter van den Hoogenband vor dem Australier Ian Thorpe und Massimiliano Rosolino. Hinter Josh Davis aus den Vereinigten Staaten wurde Paul Palmer Fünfter und Salter Sechster. Die britische 4-mal-200-Meter-Freistilstaffel mit Edward Sinclair, Paul Palmer, Marc Spackman und James Salter belegte den fünften Platz. Ende 2000 schwamm Salter bei den Kurzbahneuropameisterschaften in Valencia. Über 400 Meter Freistil wurde er Achter und über 200 Meter Freistil erreichte Salter den sechsten Platz. Bei den Weltmeisterschaften 2001 in Fukuoka schied Salter über 400 Meter Freistil im Vorlauf aus. Die 4-mal-200-Meter-Freistilstaffel mit Sinclair, Palmer, Spackman und Salter wurde Vierte mit zwei Sekunden Rückstand auf das drittplatzierte US-Team. 2002 bei den Commonwealth Games in Manchester wurde Salter Sechster über 400 Meter Freistil und Vierter über 200 Meter Freistil. Mit der englischen 4-mal-200-Meter-Freistilstaffel gewann er noch einmal Bronze.